# Monhystera parasimplex
Monhystera parasimplex är en rundmaskart som beskrevs av De Coninck 1943. Monhystera parasimplex ingår i släktet Monhystera och familjen Monhysteridae. Inga underarter finns listade i Catalogue of Life.